# Cleopatra (film 1970)
Cleopatra (クレオパトラ?, Kureopatora) è un film d'animazione del 1970 diretto da Osamu Tezuka ed Eiichi Yamamoto.
Il film, appartenente al filone conosciuto come animerama, e segue il lungometraggio animato del 1969 Le mille e una notte, capostipite del genere. A differenza di quest'ultimo, esso aveva un maggior contenuto erotico, risultò più costoso da produrre e ottenne un successo di pubblico inferiore. Negli Stati Uniti è conosciuto ed è stato distribuito con il titolo di Cleopatra: Queen of Sex.

## Trama
In un lontano futuro, l'umanità ha iniziato ad espandere la sua influenza su altri mondi, ma ogni ulteriore tentativo di espansione va a scontrarsi contro l'atteggiamento ostile del popolo che abita il sistema Pasateli, il quale, oltre a rifiutare qualunque tipo di contatto pacifico, sembra intenzionato a mettere in atto un misterioso piano segreto ai danni della Terra, ribattezzato Progetto Cleopatra. Per tentare di scoprirne l'origine e lo scopo, tre crononauti, due uomini e una donna, vengono rimandati indietro nel tempo in forma spirituale, dove prendono possesso di tre corpi, ritrovandosi rispettivamente ad assumere le sembianze di Ionius, uno schiavo romano, Luba, un leopardo addomesticato, e Lybia, una principessa egiziana.
L'anno di partenza è il 48 a.C., quando Giulio Cesare giunge in Egitto; il suo arrivo, ufficialmente in forma pacifica, è però preceduto da saccheggi e massacri ad opera del suo esercito ed è visto da molti come un tentativo da parte di Roma di espandere ulteriormente i propri domini estendentendoli fino al delta e alla valle del Nilo. Pertanto, un gruppo di patrioti egiziani si raccoglie attorno alla sinistra e autoritaria cortigiana Apollodria, che propone di usare una donna per avvicinare Cesare (il quale è notoriamente un donnaiolo) e poterlo assassinare. La scelta ricade, non senza quale perplessità, sulla principessa Cleopatra, che pur essendo una maestra nell'arte del sesso è tuttavia dotata di un aspetto riprovevole; grazie alle arti magiche di un sacerdote, Apollodria la fa però trasformare in una donna bellissima.
Il generale romano si innamora a prima vista di Cleopatra come previsto, e si infatua a tal punto di lei da consegnarle il trono d'Egitto; ciò scatena però le ire dell'inetto e incapace faraone Tolomeo XIII, che assieme al suo servitore Potino organizza una congiura per tentare di riprendere il potere. Nello scontro per il trono rimangono coinvolti anche due dei tre crononauti, Ionius e Lybia, che vengono catturati dalle truppe di Tolomeo e accusati di essere delle spie; i due riescono fortunatamente a liberarsi grazie a Ionius, che usa le sue conoscenze per creare delle rudimentali granate grazie a cui, oltre a liberare sé stesso e la compagna, causa la morte del giovane faraone, che annega nel tentativo di fuggire assieme ai suoi uomini. Poco dopo i due vengono tuttavia catturati dall'esercito romano, e mentre Lybia sarà gettata in prigione (da cui riuscirà tuttavia a fuggire grazie a Luba) Ionius verrà invece notato da Cesare, che lo tiene al suo servizio facendone un gladiatore.
Il tempo passa, e Cleopatra nonostante tutto non riesce a portare a termine i suoi propositi, sia a causa di una serie di imprevisti (su tutti le frequenti crisi epilettiche di cui Cesare si dice soffrisse) sia perché, fatalmente, la donna comincia ad innamorarsi davvero di lui, e la nascita del piccolo Cesarione la convince a rinunciare ai suoi piani.
Pazzo di gioia per la nascita di un figlio, Cesare decide di portare Cleopatra con sé a Roma; l'accoglienza della coppia è grandiosa, ma ben presto Cleopatra si rende conto che il vero Cesare è molto diverso da quello che ha conosciuto finora: se fuori da Roma il condottiero è un uomo valoroso e autoritario, all'interno delle mura domestiche è in realtà succube della moglie Calpurnia, cui è legato come un figlio con la propria madre. Resasi conto che per Cesare non sarà mai la sola e più importante donna della sua vita, Cleopatra vede rinascere l'astio per il dittatore, e usando a proprio vantaggio il malcontento serpeggiante a Roma per il troppo potere che Cesare sta concentrando su di sé, riesce con l'aiuto di Apollodria a corrompere Marco Giunio Bruto, convincendolo ad assassinare il dittatore durante le idi di marzo.
Morto Cesare, Cleopatra fa rientro in Egitto, dove poco tempo dopo riceve la visita del pavido e goffo Marco Antonio, uno dei due pretendenti assieme al giovane Ottaviano alla successione alla guida di Roma. Sempre su consiglio di Apollodria, Cleopatra decide di ricorrere al suo fascino per circuire il romano, che cade letteralmente ai suoi piedi al punto di iniziare una campagna di conquista verso oriente per ampliare i domini dell'Egitto, e a nulla valgono i tentativi di Erode, re di Giudea, di metterlo in guardia dalle macchinazioni della regina. Ancora una volta Cleopatra (che pur volendo proteggere il suo regno sogna anche di poter avere una vita normale) per un attimo vacilla di fronte all'ingenuità di Antonio, ma le parole di Apollodria si rivelano più forti della sua debole volontà; così, quando Roma piomba nella guerra civile, con l'aiuto di Lybia e Ionius priva nel giro di una notte Antonio di tutti i suoi generali, costringendolo a cercare un confronto risolutivo in una battaglia navale contro la flotta di Ottaviano che tuttavia si conclude in una disfatta.
Ferito e morente (oltre che debilitato da un veleno somministratogli per lungo tempo e spacciato per un tonico destinato a curare la sua impotenza), Antonio torna da Cleopatra spirando tra le sue braccia, e a quel punto la regina getta la maschera, rendendosi conto di aver usato, ingannato e infine ucciso l'unico uomo che l'avesse mai sinceramente amata.
Ormai sola, e stanca di continuare in un'esistenza priva di scopo, Cleopatra tenta dapprima la fuga da Alessandria assieme a Ionius, Lybia e Luba, ma rimasta circondata dalle truppe di Ottaviano all'interno di una piramide decide infine di togliersi la vita lasciandosi mordere da un serpente.
Concluso il proprio compito, i tre crononauti fanno ritorno nella loro epoca, avendo capito una volta per tutte cosa sia realmente il Progetto Cleopatra: un piano volto a mettere alcune bellissime spie di Pasateli accanto agli uomini più potenti della Terra per poterli circuire e, al momento opportuno, assassinare, privando il pianeta dei suoi difensori. I Pasateli hanno già assunto delle forme umane per attaccare i terrestri, ma questi riescono a contrattaccare e a salvare il pianeta.